# Звековиця
42°34′ пн. ш. 18°14′ сх. д. / 42.57° пн. ш. 18.24° сх. д.
Звековиця (хорв. Zvekovica) — населений пункт у Хорватії, у Дубровницько-Неретванській жупанії у складі громади Конавле.

## Населення
Населення за даними перепису 2011 року становило 570 осіб.
Динаміка чисельності населення поселення: